# 巴薩諾瓦
巴薩諾瓦（葡萄牙語發音：[ˈbɔsɐ ˈnɔvɐ] ⓘ）是一種融合巴西森巴舞曲和美國酷派爵士的一種“新派爵士樂”，承襲choro和samba-canção的部分特色而又自成一格，乍聽簡潔輕快。巴薩諾瓦結構複雜；樂器的音階或和絃轉換的行進方式變幻莫測，往往乍聽下以為可以掌握旋律的起落和節奏，和絃一轉換後即捕捉不及。它的旋律可以是行板或中板 。

## 語源
巴薩諾瓦（Bossa Nova）是葡萄牙文，「Bossa」原意是演奏森巴時的自然風格與氣質，「Nova」則是新的意思。結合起來，巴薩諾瓦就是一種融合了傳統巴西森巴（samba）節奏與咻樂（choro）的一種「新派音樂」。正統的巴薩諾瓦的起源是南美洲巴西土生土長的音樂，之後流傳到北美洲之後廣為爵士樂壇所喜愛，由美國爵士樂手大力推廣。也因此「巴薩諾瓦是拉丁爵士的一種」的這個印象，已經是後來的事情了。

## 風格
巴薩諾瓦的字面意思是「新節奏」，原來是一種拉丁音樂，聽起來輕鬆柔和、慵懶甜美、浪漫性感。與傳統南美及拉丁音樂不同的是，巴薩諾瓦不像森巴或倫巴（Rumba）那樣節奏強烈，拋棄了巴西音樂傳統密集的鼓點而採用旋律以表現，故除擁有南美音樂的熱情外，還帶有一份慵懶和輕鬆的感覺。

## 歷史
巴薩諾瓦在1950年代末期的巴西興起。1959年，由法國導演馬歇爾·卡慕執導的巴西電影《黑人奧菲爾》勇奪戛纳电影节、奧斯卡、金球獎三項最佳外語片獎；帶有巴薩諾瓦風格的電影主題曲〈A Felicidade〉和〈Desafinado〉風行一時，人們開始對巴薩諾瓦產生興趣。1960年代美國更掀起一陣巴薩諾瓦風潮，延燒到世界各地，影響了往後1970、80年代的電影及流行音樂。

## 著名音樂人
- 安東尼奧·卡洛斯·裘賓（1927-1994，巴西作曲家，巴薩諾瓦之父）
  - 《伊帕內瑪姑娘》（The Girl From Ipanema）
  - Meditation
  - Água de Beber
  - Desafinado
  - Corcovado
  - How Insensitive一
- 小野麗莎（Lisa Ono，小野リサ）
- 阿斯特鲁德·吉尔贝托（若昂·吉尔贝托前妻）
- Rosalia de Souza
- Cibelle
- 斯坦·盖茨（1927-1991年）
  - 《伊帕內瑪姑娘》（The Girl From Ipanema）
- 許哲珮 (Peggy Hsu)
- 王若琳 (Joanna Wang)
- 王儷婷 (Olivia Ong)
- clementine橘兒

## 在亞洲的發展
日本在1960年代中期就流行巴薩諾瓦，聞名國際的薩克斯風手渡邊貞夫就是日本推動巴薩諾瓦的先鋒。日本的許多音樂人常表演巴薩諾瓦；除渡邊貞夫外，還有李敬子、小野麗莎、鈴木重子等爵士藝人，都有不少巴薩諾瓦的作品，其中小野麗莎更被定位為巴薩諾瓦歌手。
踏入21世紀，巴薩諾瓦在台灣開始有流行的趨勢，頻頻在電視廣告、咖啡館、書店中出現，可說是歷久彌新的「新節奏」。

## 外部連結
- 《中国大百科全书》第三版网络版中的条目： （简体中文）
- （法文）Transcriptions na francia 這就是Bossa Nova （页面存档备份，存于）
- Aderbal Duarte Bossa Nova （页面存档备份，存于）